# Линьгуан (станция метро)
«Линьгуан» (англ. Linguang; кит. 麟光) — станция линии Вэньху Тайбэйского метрополитена, открытая 28 марта 1996. Располагается между станциями «Лючжанли» и «Синьхай». Находится на территории районов Даань и Синьи в Тайбэе.

## Техническая характеристика
Станция «Линьгуан» — эстакадная с двумя боковыми платформами. Для перехода на противоположную платформу оборудован мостик над путями. На станции есть один выход, оснащённый эскалаторами и лифтом для пожилых людей и инвалидов. На станции установлены платформенные раздвижные двери.